# A fák tengere
A fák tengere (eredeti cím: The Sea of Trees) 2015-ben bemutatott amerikai misztikus filmdráma Gus Van Sant rendezésében. A főbb szerepekben Matthew McConaughey, Vatanabe Ken és Naomi Watts látható.
A 2015-ös cannes-i fesztiválon debütált 2015. május 16-án. Az Amerikai Egyesült Államokban 2016. augusztus 26-ától vetítették a mozikban. Magyarországon a Film Now mutatta be.

## Cselekmény
Egy amerikai férfi, aki véget akar vetni életének, a japán Aokigahara erdőbe utazik, amely kedvelt hely az öngyilkosok körében. Itt megismerkedik és összebarátkozik egy szintén öngyilkosságra készülő japán férfival.

## Szereplők
| Szerep                 | Színész             | Magyar hang            |
| ---------------------- | ------------------- | ---------------------- |
| Arthur Brennan         | Matthew McConaughey | Nagy Ervin             |
| Takumi Nakamura        | Vatanabe Ken        | Kőszegi Ákos           |
| Joan Brennan           | Naomi Watts         | Pálfi Kata             |
| Gabriella Laforte      | Katie Aselton       | Czirják Csilla         |
| Eric                   | Jordan Gavaris      | Ágoston Péter          |
| Maryanne Wescott       | Nada Despotovich    | Kocsis Mariann         |
| Gil Cramer             | Christopher Tarjan  | Kardos Róbert          |
| Paul Wescott           | Charles Van Eman    | Hannus Zoltán          |
| Dr. Howerton           | Bruce Norris        | Horváth-Töreki Gergely |
| Dr. Takahashi          | James Saito         | Törköly Levente        |
| Ügyintéző              | Ryoko Seta          | Dobó Enikő             |
| Postás                 | Jimi Stanton        | Formán Bálint          |
| Erdész                 | Tatsuki Motoyoshi   | Formán Bálint          |
| Temetkezési vállalkozó | Richard Levine      | Jakab Csaba            |
| Pszichológus           | Ai Yoshihara        | Hay Anna               |